# 津幡町
津幡町（日语：／ Tsubata machi */?）為位於日本石川縣中部的行政區劃。
轄區東部及北部為山區，北部山區為「三國山」，是過去加賀國（現在的石川縣中南部）、能登國（現在的石川縣北部）、越中國（現在的富山縣）的交界處；主要市區位於西南側的山麓區域。

## 人口
位於南部的主要市區由於鄰近金澤市市區，自1990年代後開始以金澤市的通勤城鎮發展，人口也因而快速成長，即使在2005年日本開始出現人口負成長的情況後，町內人口數仍能維持持平；在2010年日本的國勢調查中，町內有高達43.4%的人口是前往金澤市通勤。
| 津幡町人口分布圖 |                                               |  |
| 津幡町與日本全國年齡別人口分布比較圖 （2005年資料） | 津幡町的年齡、男女別人口分布圖 （2005年資料） |  |
| ■紫色是津幡町 ■綠色是全国 | ■藍色是男性 ■紅色是女性                       |  |
| 津幡町人口變化 \| 1970年 \| 21,541人 \| \| \| 1975年 \| 22,494人 \| \| \| 1980年 \| 23,682人 \| \| \| 1985年 \| 24,591人 \| \| \| 1990年 \| 26,078人 \| \| \| 1995年 \| 30,318人 \| \| \| 2000年 \| 34,304人 \| \| \| 2005年 \| 35,712人 \| \| \| 2010年 \| 36,940人 \| \| \| 2015年 \| 36,968人 \| \| \| 2020年 \| 36,957人 \| \| |                                               |  |
| 資料來源：日本總務省統計中心提供之人口普查數據 |                                               |  |
| 1970年 | 21,541人                                      |  |
| 1975年 | 22,494人                                      |  |
| 1980年 | 23,682人                                      |  |
| 1985年 | 24,591人                                      |  |
| 1990年 | 26,078人                                      |  |
| 1995年 | 30,318人                                      |  |
| 2000年 | 34,304人                                      |  |
| 2005年 | 35,712人                                      |  |
| 2010年 | 36,940人                                      |  |
| 2015年 | 36,968人                                      |  |
| 2020年 | 36,957人                                      |  |

## 歷史
津幡町的大部分區域過去在令制國時代是屬於加賀國河北郡，北部山區的牛首、瓜生、上河合、下河合、上大田地區則是屬於能登國羽咋郡，而東側山區則是與越中國的邊界，因此此地過去正是位於加賀國、能登國、越中國三國的交界處，同時也是過去北陸地區主要交通路線北陸道接往能登國的分岔點，因而過去在此設有宿場，並以宿場町的形式發展；在12世紀源平合戰期間，木曾義仲與平維盛之間就曾在本地與越中國交界處的俱利伽羅峠發生俱利伽羅峠之戰；戰爭期間在此地建立的津幡城後來也成為本地地頭津幡氏的居城，此後由於鄰近三國之邊界，在16世紀的戰國時代期間曾多次成為戰場，直到1584年前田利家同時掌握了加賀、能登、越中三國後，津幡城才因失去了戰略價值而遭到廢除。
在17世紀江戶時代後，全部區域都成為加賀藩的領地，1871年實施廢藩置縣後改隸屬金澤縣，金澤縣又在隔年更名為石川縣。
1889年日本實施町村制，在津幡川進入平原的谷口區域設立了第一代的津幡町，當時的津幡町不但是河北郡內最初唯一的町級行政區劃，在1891年至1926年期間津幡町甚至是河北郡的郡役所所在地。在1954年，津幡町與北側的英田村、東側的笠谷村、南側的中條村、西側的井上村合併為第二代的的津幡町；同年位於北側山區內的河合谷村也接著併入津幡町，而位於東南側山區的俱利伽羅村則在1957年併入，組成現在的津幡町轄區。

### 變遷表
| 1889年4月1日 | 1889年 - 1912年                | 1912年 - 1944年                | 1945年 - 1954年                | 1955年 - 1989年         | 1989年 - 現在 | 現在   |
| ------------ | ------------------------------ | ------------------------------ | ------------------------------ | ----------------------- | ------------- | ------ |
| 河合谷村     | 河合谷村                       | 河合谷村                       | 1954年5月16日 併入津幡町       | 津幡町                  | 津幡町        | 津幡町 |
| 津幡町       | 津幡町                         | 津幡町                         | 1954年3月31日 合併為津幡町     | 津幡町                  | 津幡町        | 津幡町 |
| 中條村       |                                |                                | 1954年3月31日 合併為津幡町     | 津幡町                  | 津幡町        | 津幡町 |
| 井上村       |                                |                                | 1954年3月31日 合併為津幡町     | 津幡町                  | 津幡町        | 津幡町 |
| 笠井村       | 1907年8月10日 合併為笠谷村     | 1907年8月10日 合併為笠谷村     | 1954年3月31日 合併為津幡町     | 津幡町                  | 津幡町        | 津幡町 |
| 笠野村       | 1907年8月10日 合併為笠谷村     | 1907年8月10日 合併為笠谷村     | 1954年3月31日 合併為津幡町     | 津幡町                  | 津幡町        | 津幡町 |
| 東英村       | 1907年8月10日 合併為英田村     | 1907年8月10日 合併為英田村     | 1954年3月31日 合併為津幡町     | 津幡町                  | 津幡町        | 津幡町 |
| 種谷村       | 1907年8月10日 合併為英田村     | 1907年8月10日 合併為英田村     | 1954年3月31日 合併為津幡町     | 津幡町                  | 津幡町        | 津幡町 |
| 俱利伽羅村   | 1907年8月10日 合併為俱利伽羅村 | 1907年8月10日 合併為俱利伽羅村 | 1907年8月10日 合併為俱利伽羅村 | 1957年2月1日 併入津幡町 | 津幡町        | 津幡町 |
| 萩坂村       | 1907年8月10日 合併為俱利伽羅村 | 1907年8月10日 合併為俱利伽羅村 | 1907年8月10日 合併為俱利伽羅村 | 1957年2月1日 併入津幡町 | 津幡町        | 津幡町 |

## 行政

### 歷任首長
| 屆                       | 任                       | 姓名                     | 上任日期                 | 卸任日期                 | 備註                     |
| 第一代津幡町町長（官派） | 第一代津幡町町長（官派） | 第一代津幡町町長（官派） | 第一代津幡町町長（官派） | 第一代津幡町町長（官派） | 第一代津幡町町長（官派） |
| ------------------------ | ------------------------ | ------------------------ | ------------------------ | ------------------------ | ------------------------ |
| 1                        | 1                        | 倉知與                   | 1889年5月29日            | 1892年1月5日             |                          |
| 2                        | 2                        | 久世嘉左衛門             | 1892年6月21日            | 1896年2月12日            |                          |
| 3                        | 3                        | 淺川甚太郎               | 1896年11月21日           | 1899年3月27日            |                          |
| 4                        | 4                        | 橋安二郎                 | 1899年4月11日            | 1899年7月9日             |                          |
| 5                        | 5                        | 矢田彌作                 | 1903年7月9日             | 1907年7月8日             |                          |
| 6                        | 5                        | 矢田彌作                 | 1907年9月11日            | 1911年9月10日            |                          |
| 7                        | 5                        | 矢田彌作                 | 1911年10月7日            | 1915年10月6日            |                          |
| 8                        | 6                        | 山名作太郎               | 1915年11月4日            | 1919年11月3日            |                          |
| 9                        | 6                        | 山名作太郎               | 1919年11月8日            | 1923年11月7日            |                          |
| 10                       | 7                        | 村覺太郎                 | 1923年11月14日           | 1924年11月14日           |                          |
| 11                       | 8                        | 由雄正造                 | 1924年11月24日           | 1928年11月23日           |                          |
| 12                       | 8                        | 由雄正造                 | 1928年11月               | 1932年11月               |                          |
| 13                       | 8                        | 由雄正造                 | 1932年11月               | 1936年11月               |                          |
| 14                       | 8                        | 由雄正造                 | 1936年11月               | 1937年1月7日             |                          |
| 15                       | 9                        | 村彌一                   | 1937年1月8日             | 1941年1月7日             |                          |
| 16                       | 9                        | 村彌一                   | 1941年1月                | 1943年9月29日            |                          |
| 17                       | 10                       | 岡本良                   | 1943年9月30日            | 1946年11月11日           |                          |
| 第一代津幡町町長（民選） |                          |                          |                          |                          |                          |
| 18                       | 11                       | 久世嘉與                 | 1947年4月5日             | 1951年4月4日             |                          |
| 19                       | 12                       | 村佐一                   | 1951年4月23日            | 1954年3月30日            | 津幡町合併為新津幡町     |
| 第二代津幡町町長（民選） |                          |                          |                          |                          |                          |
| 1                        | 1                        | 村佐一                   | 1954年4月25日            | 1958年4月24日            | 原第一代津幡町町長       |
| 2                        | 1                        | 村佐一                   | 1958年4月25日            | 1962年4月24日            |                          |
| 3                        | 2                        | 久世嘉與                 | 1962年4月25日            | 1966年4月24日            |                          |
| 4                        | 3                        | 酒井長壽                 | 1966年4月25日            | 1970年4月24日            |                          |
| 5                        | 4                        | 矢田剛                   | 1970年4月25日            | 1974年4月24日            |                          |
| 6                        | 4                        | 矢田剛                   | 1974年4月25日            | 1978年4月24日            |                          |
| 7                        | 4                        | 矢田剛                   | 1978年4月25日            | 1982年4月24日            |                          |
| 8                        | 4                        | 矢田剛                   | 1982年4月25日            | 1986年4月24日            |                          |
| 9                        | 4                        | 矢田剛                   | 1986年4月25日            | 1990年4月24日            |                          |
| 10                       | 4                        | 矢田剛                   | 1990年4月25日            | 1994年4月24日            |                          |
| 11                       | 4                        | 矢田剛                   | 1994年4月25日            | 1998年4月24日            |                          |
| 12                       | 4                        | 矢田剛                   | 1998年4月25日            | 2002年4月24日            |                          |
| 13                       | 5                        | 村隆一                   | 2002年4月25日            | 2006年4月24日            |                          |
| 14                       | 5                        | 村隆一                   | 2006年4月25日            | 2010年4月24日            |                          |
| 15                       | 6                        | 矢田富郎                 | 2010年4月25日            | 2014年4月24日            |                          |
| 16                       | 6                        | 矢田富郎                 | 2014年4月25日            | 2018年4月24日            |                          |
| 17                       | 6                        | 矢田富郎                 | 2018年4月25日            | 現任                     |                          |
| 參考資料：               |                          |                          |                          |                          |                          |

## 交通

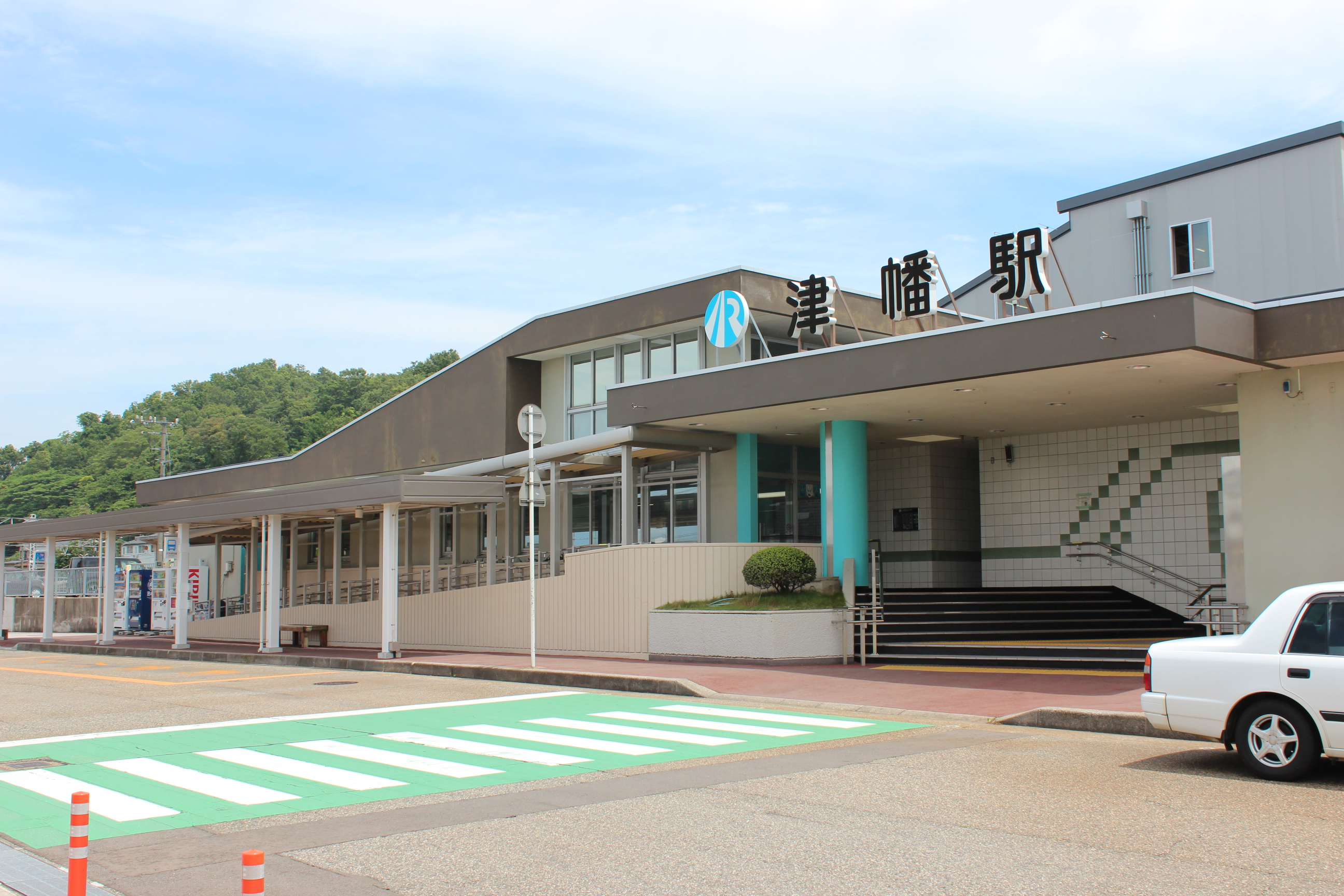
津幡車站

位於市區內的津幡車站為町內的主要車站，自金澤車站至此約需15分鐘，由於津幡車站為IR石川鐵道線與七尾線的交會車站，由於兩條路線分別由IR石川鐵道和西日本旅客鐵道經營，西日本旅客鐵道有部分列車會自金澤車站駛入IR石川鐵道線後，在此再轉入七尾線，同時愛之風富山鐵道也有列車會直接自富山縣駛入。
雖然北陸新幹線有通過轄內，但在轄內並未設有車站，不過因為距離金澤車站很近，自東京車站搭乘新幹線至金澤車站再轉車，也可在兩個半小時內到達町內。
北陸自動車道雖然在金澤市內就直接往東接入富山縣而沒有通過町內，不過在北陸自動車道與通往石川縣北部的能登里山海道的月浦白尾交流道連絡道路是直接從主要市區的西側通過，藉由此條聯絡道路，可往南進入金澤市後於金澤森本交流道接入北陸自動車道，或是往北進入河北市後，在白尾交流道轉入能登里山海道，並繼續前往石川縣的北部區域。
貫穿整個北陸地區的國道8號也是自金澤市往北進入町內後，與月浦白尾交流道連絡道路共用部分路段，於通過市區後再往東沿著市區北側山麓接至富山縣。
北陸鐵道所經營的北陸巴士有開設市區客運路線可直接自金澤市區駛入津幡町的主要市區，但全程約需一小時；町內區域則有町營巴士所經營的十條路線，可自町內主要市區接往轄內各地多數的聚落。

### 鐵路
- IR石川鐵道
  - IR石川鐵道線：（←金澤市） - 津幡車站 - 俱利伽羅車站 - （愛之風富山鐵道線）
- 愛之風富山鐵道
  - 愛之風富山鐵道線：（IR石川鐵道線） - 俱利伽羅車站
- 西日本旅客鐵道
  - 七尾線：津幡車站 - 中津幡車站 - 本津幡車站 - 能瀨車站 - （河北市→）
  - 北陸新幹線：（←小矢部市） - （未於轄內設置車站） - （金澤市→）

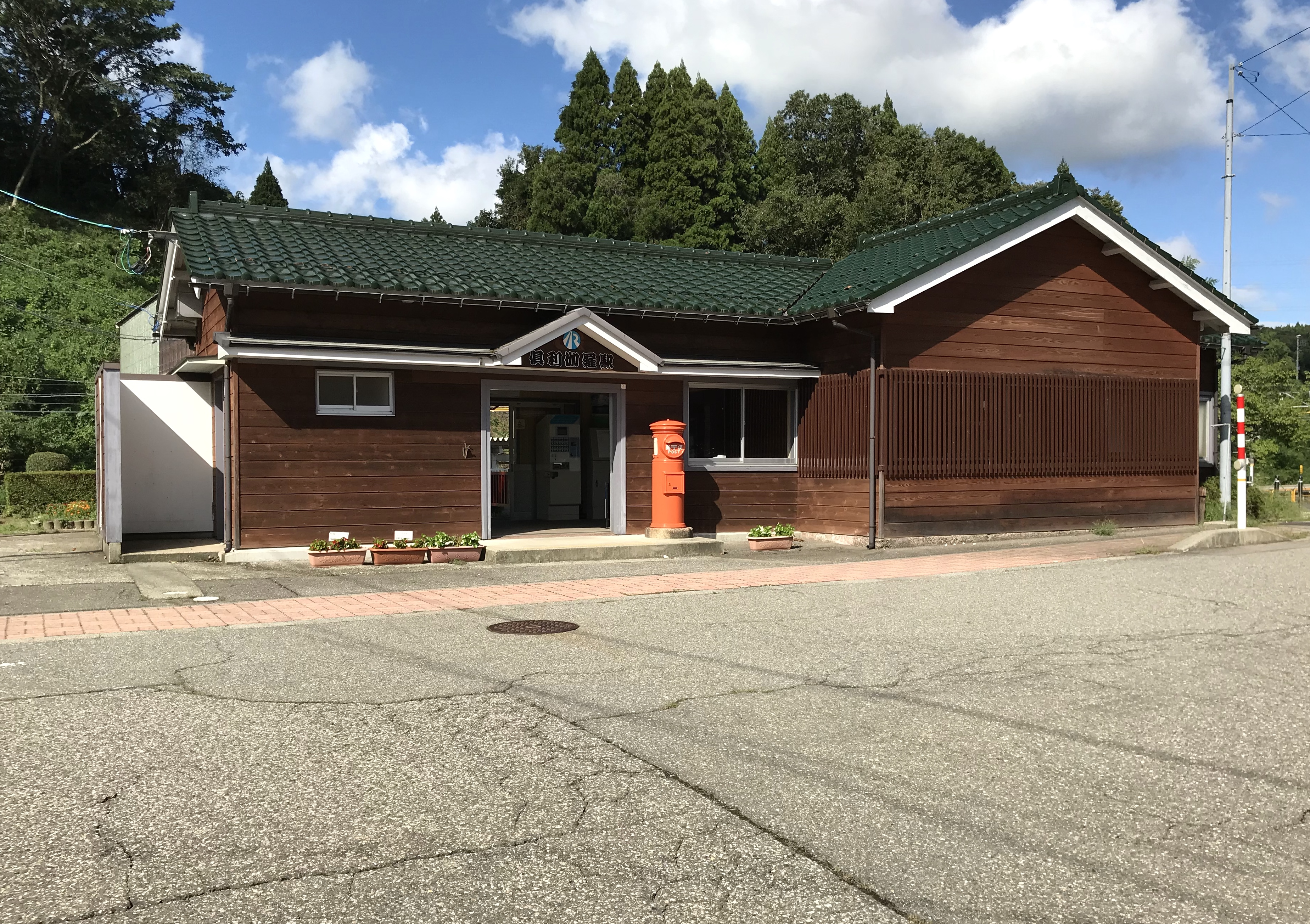
俱利伽羅車站
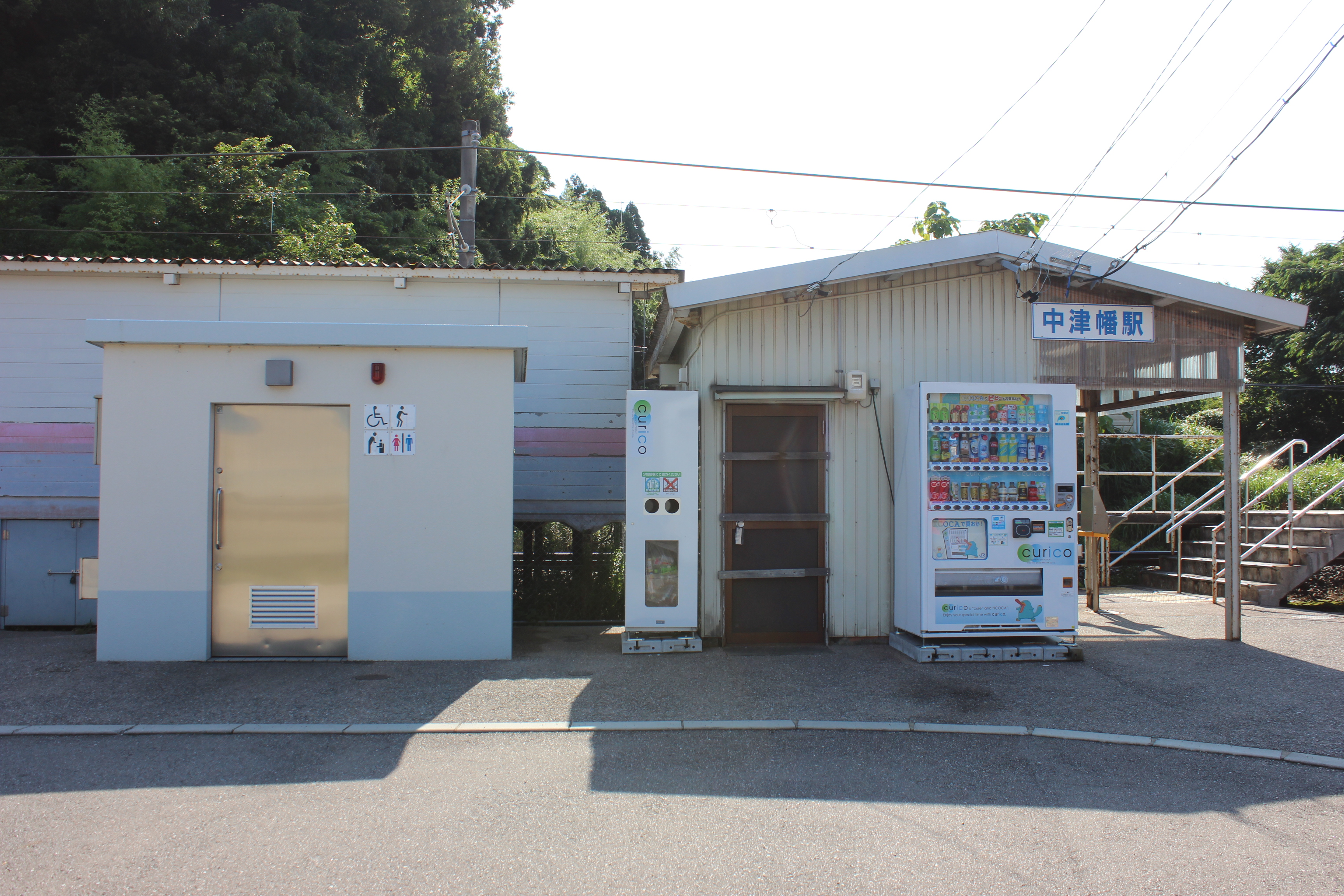
中津幡車站
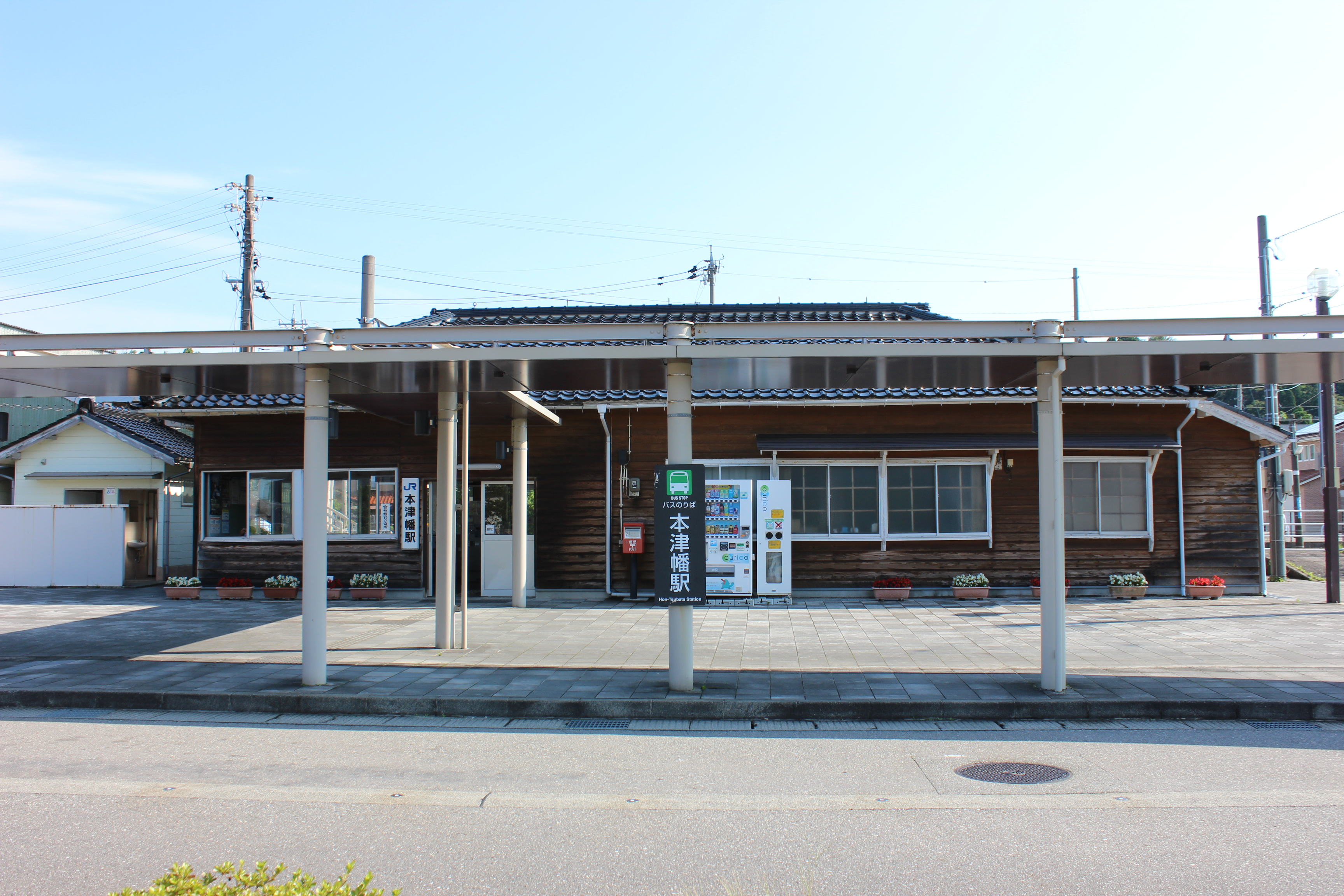
本津幡車站
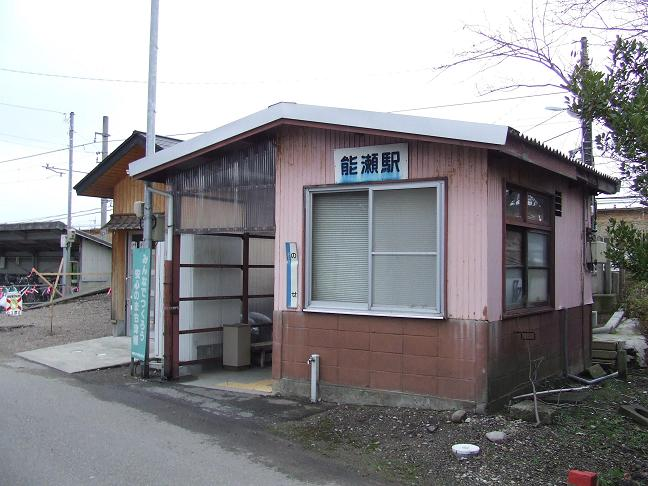
能瀨車站

### 公路
快速道路
- 月浦白尾交流道連絡道路（日语：月浦白尾インターチェンジ連絡道路）：（金澤市） - 太田交流道 - 南中條交流道 - 中須加交流道 - 中橋交流道 - 交流道 - 舟橋交流道 - 能瀨交流道 - （河北市）

## 觀光資源

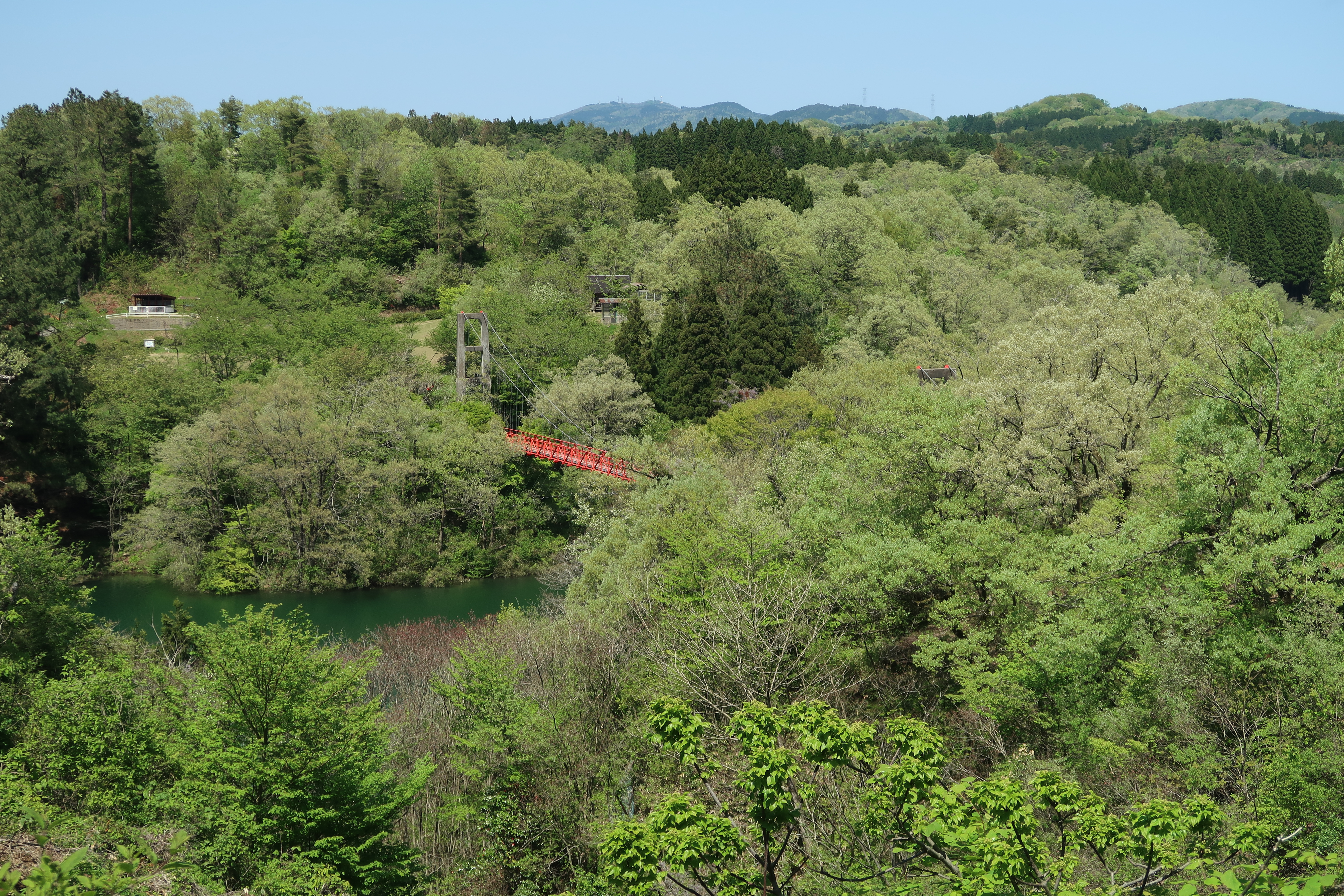
石川縣森林公園

津幡由於過去的地理位置已有千年以上的發展歷史，因此以「北陸道」、「俱利伽羅峠之戰」、「津幡宿」三個歷史的題材作為觀光的主題。
在北部山區則有佔地超過一千公頃的石川縣森林公園，為日本本州島上規模為大的森林公園，園區內設有動物園、植物園、露營場及多種運動設施場地。

## 教育
位於主要市區南側山麓的石川工業高等專門學校為以工程與建築為主的國立高等專門學校，此外町內還有設有普通科、商業科、園藝科的石川縣立津幡高等學校。

## 外部連結
- （日語） 津幡町公所的Facebook專頁
- （日語） YouTube上的津幡町公所頻道
- （日語） 津幡町觀光指引 （页面存档备份，存于）